# Comté de Scioto
Le comté de Scioto – en anglais :  – est un des 88 comtés de l’État de l’Ohio, aux États-Unis.
Son siège est fixé à Portsmouth.